# Изарко
Изарко, ранее Эйзак (итал. Isarco, нем. Eisack) — вторая по величине река итальянской провинции Больцано, приток Адидже. Крупнейший приток — Риенца. Берёт начало на перевале Бреннер на австрийско-итальянской границе.
Через долину реки Изарко уже в древнейшие времена пролегал очень важный путь от Бреннерского горного прохода в долину реки Адидже (Эч). Дорога через порфировое ущелье в нижней части долины реки Изарко была впервые устроена в начале XIV века боценским гражданином Генрихом Кунтером, по имени которого эта часть дороги до сих пор называется Кунтеровой (Kuntersweg).
С 1867 года здесь проходит Бреннерская железная дорога.
В военной истории Тироля долина реки Изарко не раз играла немаловажную роль. Во время войны за испанское наследство и в войне революционной не раз здесь, при Штерцинге и Миттевальде, происходили сражения, во время которых тирольцы выгоняли своих врагов за пределы родной страны. В 1833 году в узком месте долины, выше Бриксена (Брессаноне), была построена крепость Франценсфесте, которая охраняет и шоссейную, и железную дорогу как по долине реки Изарко, так и по Пустерской долине.

## Галерея
- Törggelebrücke
- Atzwanger Brücke
- Steger Brücke